# Europapokal der Landesmeister 1977/78
Der Europapokal der Landesmeister 1977/78 war die 23. Auflage des Wettbewerbs. 31 Klubmannschaften nahmen teil, darunter 30 Landesmeister der vorangegangenen Saison und Titelverteidiger FC Liverpool, der in der ersten Runde ein Freilos erhielt. Das Finale wurde am 10. Mai 1978 im Londoner Wembley-Stadion ausgetragen.

## Modus
Die Teilnehmer spielten im reinen Pokalmodus mit (bis auf das Finale) Hin- und Rückspielen um die Krone des europäischen Vereinsfußballs. Bei Torgleichstand zählte zunächst die größere Zahl der auswärts erzielten Tore; gab es auch hierbei einen Gleichstand, wurde das Rückspiel verlängert und ggf. sofort anschließend ein Elfmeterschießen zur Entscheidung ausgetragen.

## 1. Runde
Die Hinspiele fanden am 14./15. (Bukarest vs. Atletico M. / Reykjavík vs. Belfast) September, die Rückspiele am 28./29.(Belfast vs. Reykjavík) September 1977 statt.
|                          | Gesamt          |                          | Hinspiel | Rückspiel |
| ------------------------ | --------------- | ------------------------ | -------- | --------- |
| Omonia Nikosia           | 0:5             | Juventus Turin           | 0:3      | 0:2       |
| Kuopion PS               | 2:9             | FC Brügge                | 0:4      | 2:5       |
| Celtic Glasgow           | 11:10           | Jeunesse Esch            | 5:0      | 6:1       |
| Roter Stern Belgrad      | 6:0             | Sligo Rovers             | 3:0      | 3:0       |
| Lillestrøm SK            | 2:4             | Ajax Amsterdam           | 2:0      | 0:4       |
| Vasas Budapest           | 1:4             | Borussia Mönchengladbach | 0:3      | 1:1       |
| FC Basel                 | 2:3             | SSW Innsbruck            | 1:3      | 1:0       |
| Trabzonspor              | 1:2             | Boldklubben 1903         | 1:0      | 0:2       |
| Dukla Prag               | (a)1:1(a)       | FC Nantes                | 1:1      | 0:0       |
| FC Floriana              | 1:5             | Panathinaikos Athen      | 1:1      | 0:4       |
| Benfica Lissabon         | 0:0 (4:1 i. E.) | Torpedo Moskau           | 0:0      | 0:0 n. V. |
| Dynamo Dresden           | 3:2             | Halmstads BK             | 2:0      | 1:2       |
| DFS Lewski-Spartak Sofia | 5:2             | Śląsk Wrocław            | 3:0      | 2:2       |
| Dinamo Bukarest          | 2:3             | Atlético Madrid          | 2:1      | 0:2       |
| Valur Reykjavík          | 1:2             | Glentoran FC             | 1:0      | 0:2       |

## 2. Runde
Die Hinspiele fanden am 19. Oktober, die Rückspiele am 2. November 1977 statt.
|                          | Gesamt |                          | Hinspiel | Rückspiel |
| ------------------------ | ------ | ------------------------ | -------- | --------- |
| FC Liverpool             | 6:3    | Dynamo Dresden           | 5:1      | 1:2       |
| FC Brügge                | 2:1    | Panathinaikos Athen      | 2:0      | 0:1       |
| DFS Lewski-Spartak Sofia | 2:4    | Ajax Amsterdam           | 1:2      | 1:2       |
| Roter Stern Belgrad      | 1:8    | Borussia Mönchengladbach | 0:3      | 1:5       |
| Glentoran FC             | 0:6    | Juventus Turin           | 0:1      | 0:5       |
| Celtic Glasgow           | 2:4    | SSW Innsbruck            | 2:1      | 0:3       |
| FC Nantes                | 2:3    | Atlético Madrid          | 1:1      | 1:2       |
| Benfica Lissabon         | 2:0    | Boldklubben 1903         | 1:0      | 1:0       |

## Viertelfinale
Die Hinspiele fanden am 1. März, die Rückspiele am 15. März 1978 statt.
|                  | Gesamt          |                          | Hinspiel | Rückspiel |
| ---------------- | --------------- | ------------------------ | -------- | --------- |
| SSW Innsbruck    | (a)3:3(a)       | Borussia Mönchengladbach | 3:1      | 0:2       |
| FC Brügge        | 4:3             | Atlético Madrid          | 2:0      | 2:3       |
| Ajax Amsterdam   | 2:2 (0:3 i. E.) | Juventus Turin           | 1:1      | 1:1 n. V. |
| Benfica Lissabon | 2:6             | FC Liverpool             | 1:2      | 1:4       |

## Halbfinale
Die Hinspiele fanden am 29. März, die Rückspiele am 12. April 1978 statt.
|                          | Gesamt |              | Hinspiel | Rückspiel |
| ------------------------ | ------ | ------------ | -------- | --------- |
| Borussia Mönchengladbach | 2:4    | FC Liverpool | 2:1      | 0:3       |
| Juventus Turin           | 1:2    | FC Brügge    | 1:0      | 0:2 n. V. |

## Finale
| FC Liverpool                                  | FC Liverpool | FC Brügge | FC Brügge |
| --------------------------------------------- | --- | --- | --------- |
| FC Liverpool                                  | \| 10. Mai 1978 in London (Wembley-Stadion) \| \| Ergebnis: 1:0 (0:0) \| \| Zuschauer: 92.500 \| \| Schiedsrichter: Charles Corver ( Niederlande) \|                                                           | \| 10. Mai 1978 in London (Wembley-Stadion) \| \| Ergebnis: 1:0 (0:0) \| \| Zuschauer: 92.500 \| \| Schiedsrichter: Charles Corver ( Niederlande) \|                                                                                              | FC Brügge |
| FC Liverpool                                  | Ray Clemence – Phil Neal, Phil Thompson, Alan Hansen, Emlyn Hughes – Jimmy Case (65. Steve Heighway), Terry McDermott, Graeme Souness, Ray Kennedy – Kenny Dalglish, David Fairclough Cheftrainer: Bob Paisley | Birger Jensen – Eduard Krieger – Fons Bastijns , Georges Leekens, Gino Maes (72. Jos Volders) – Julien Cools, Daniël de Cubber, René Vandereycken, Lajos Kű (60. Dirk Sanders) – Jan Simoen, Jan Sørensen Cheftrainer: Ernst Happel ( Österreich) | FC Brügge |
| FC Liverpool                                  | 1:0 Kenny Dalglish (65.) | | FC Brügge |
| FC Liverpool                                  | Jimmy Case | René Vandereycken | FC Brügge |
| 10. Mai 1978 in London (Wembley-Stadion)      | | |           |
| Ergebnis: 1:0 (0:0)                           | | |           |
| Zuschauer: 92.500                             | | |           |
| Schiedsrichter: Charles Corver ( Niederlande) | | |           |

## Beste Torschützen
| Rang | Spieler             | Klub                     | Tore |
| ---- | ------------------- | ------------------------ | ---- |
| 1    | Allan Simonsen      | Borussia Mönchengladbach | 5    |
| 2    | Jimmy Case          | FC Liverpool             | 4    |
|      | Roger Davies        | FC Brügge                | 4    |
|      | Jupp Heynckes       | Borussia Mönchengladbach | 4    |
|      | Pietro Paolo Virdis | Juventus Turin           | 4    |

## Eingesetzte Spieler FC Liverpool
| 1.           | FC Liverpool |
| FC Liverpool | - Tor: Ray Clemence (7/-) - Abwehr: Phil Neal (7/2); Emlyn Hughes (7/1); Phil Thompson (5/-); Alan Hansen (4/1); Tommy Smith (4/-); Joey Jones (2/-); - Mittelfeld: Jimmy Case (7/4); Ray Kennedy (7/2); Steve Heighway (7/1); Terry McDermott (6/1); Ian Callaghan (5/1); Graeme Souness (3/-) - Angriff: Kenny Dalglish (7/3); David Fairclough (2/-); David Johnson (1/1); John Toshack (1/-) - Trainer: Bob Paisley |